# 東城穣
東城 穣（とうじょう みのる、1976年8月30日 - ）は、埼玉県所沢市出身の元サッカー審判員。

## 来歴
所沢市立清進小学校・所沢市立向陽中学校でサッカーを始め、高校時代は浦和SCユースを経て浦和レッズユースの1期生として活動。城西大学経済学部経営学科在学中に2級審判員の資格を取得する。卒業後、埼玉県内の公立中学校の教諭としての勤務中の2002年に1級審判員の資格を取得。埼玉県サッカー協会勤務を経て、2008年からはスペシャルレフェリー（SR、現プロフェッショナルレフェリー：PR）として、主にJリーグで主審を務めた。
2007年に国際審判員として登録され、同年のトゥーロン国際大会で主審を務めるなど、国際審判としても活動している。2010年7月からは日本サッカー協会とイングランドサッカー協会の交流プログラムの一環として、佐藤隆治とともにイングランドに派遣されることになった。
2020シーズン限りでJリーグ担当審判員を引退し、日本サッカー協会と審判指導者（Jリーグ審判デベロプメントマネジャー）契約を締結した。

## 担当した主な国際大会

### FIFAワールドカップ・アジア予選
- 2014 FIFAワールドカップ・アジア予選
  - 3次予選：グループA  シンガポール vs  イラク
  - 4次予選：グループA  韓国 vs  ウズベキスタン

### AFCアジアカップ
- AFCアジアカップ2011
  - 予選グループB： インドネシア vs  クウェート
- AFCアジアカップ2015
  - 予選グループC： イラク vs  インドネシア

### AFCチャンピオンズリーグ
- AFCチャンピオンズリーグ2013
  - グループB：アル・シャバーブ vs アル・イテファク
  - グループD：アル・ラーヤン vs アル・ヒラル
- AFCチャンピオンズリーグ2012
  - プレーオフ：エステグラルFC vs ゾブ・アーハン
  - グループA：ナサフ・カルシ vs エステグラルFC
  - グループB：アル・イテハド vs パフタコール
  - グループC：アル・ナスル vs アル・アハリ・ジッダ
- AFCチャンピオンズリーグ2011
  - グループA：アル・ヒラル vs アル・ガラファ
  - グループB：パフタコール vs アル・ナスル
  - グループD：ゾブ・アーハン vs アル・ラーヤン
- AFCチャンピオンズリーグ2010
  - グループA：アル・ジャジーラ・クラブ vs エステグラルFC
  - グループB：ゾブ・アーハン vs アル・ワフダ
  - グループC：パフタコール vs アル・シャバブ・リヤド
- AFCチャンピオンズリーグ2009
  - グループA：サバー・バッテリー vs アル・アハリ・ドバイ
  - グループB：ペルセポリスFC vs アル・シャバブ・リヤド

## 決勝担当
| 開催年月日     | 大会                                 | 対戦カード         | 対戦カード                   | 結果        | 会場               | 担当     |
| -------------- | ------------------------------------ | ------------------ | ---------------------------- | ----------- | ------------------ | -------- |
| 2004年1月12日  | 第83回全国高等学校サッカー選手権大会 | 国見               | 筑陽学園                     | 6-0         | 国立競技場         | 副審     |
| 2005年1月10日  | 第84回全国高等学校サッカー選手権大会 | 鹿児島実           | 市立船橋                     | 0-0 (PK4-2) | 国立競技場         | 副審     |
| 2007年2月24日  | ゼロックススーパーカップ 2007        | 浦和レッズ         | ガンバ大阪                   | 0-4         | 国立競技場         | 第4審    |
| 2008年1月13日  | 第56回全日本大学サッカー選手権大会   | 法政大学           | 早稲田大学                   | 0-2         | 国立競技場         | 主審     |
| 2010年2月27日  | FUJI XEROX SUPER CUP2013             | 鹿島アントラーズ   | ガンバ大阪                   | 2-2 (PK5-3) | 国立競技場         | 第4審    |
| 2011年10月29日 | 2011 Jリーグヤマザキナビスコカップ   | 浦和レッズ         | 鹿島アントラーズ             | 0-1         | 国立競技場         | 主審     |
| 2013年2月23日  | FUJI XEROX SUPER CUP2013             | サンフレッチェ広島 | 柏レイソル                   | 1-0         | 国立競技場         | 主審     |
| 2015年10月31日 | AFCカップ2015                        | イスティクロル     | ジョホール・ダルル・タクジム | 0-1         | パミールスタジアム | 主審     |
| 2017年11月4日  | 2017 JリーグYBCルヴァンカップ        | セレッソ大阪       | 川崎フロンターレ             | 2-0         | 埼玉スタジアム2002 | 追加副審 |
| 2018年1月1日   | 第97回天皇杯全日本サッカー選手権大会 | セレッソ大阪       | 横浜F・マリノス              | 2-1         | 埼玉スタジアム2002 | 主審     |
| 2020年1月4日   | 2020 JリーグYBCルヴァンカップ        | 柏レイソル         | FC東京                       | 1-2         | 国立競技場         | 第4審    |